# Vonsbæk
Vonsbæk (tysk: Wonsbek) er en landsby i Sønderjylland med mindre end 200 indbyggere, beliggende ca. 9 km nordøst for Haderslev og ca. 14 km syd for Hejlsminde. Landsbyen hører til Haderslev Kommune og ligger i Region Syddanmark.
Vonsbæk ligger i Vonsbæk Sogn. I kanten af Præsteskoven, lige nord for Haderslev Fjord, ca. 1 km syd for byen findes Vonsbæk Kirke.
I Kleinbanens tid havde byen station ved Gymosevej, 1½ km vest for byen.
| - Tidligere stationsbygning - Den tidligere stationsbygning på Vonsbækvej 7 |